# Ainring
Ainring este o comună aflată în districtul Berchtesgadener Land, landul Bavaria, Germania.